# Бюр (Юра)
Бюр (фр. Bure) — громада  в Швейцарії в кантоні Юра, округ Порантрюї.

## Географія
Громада розташована на відстані близько 65 км на північний захід від Берна, 27 км на захід від Делемона.
Бюр має площу 13,7 км², з яких на 13,3% дозволяється будівництво (житлове та будівництво доріг), 44,3% використовуються в сільськогосподарських цілях, 28% зайнято лісами, 14,4% не є продуктивними (річки, льодовики або гори).

## Демографія
2019 року в громаді мешкало 648 осіб (-2,4% порівняно з 2010 роком), іноземців було 4,3%. Густота населення становила 47 осіб/км².
За віковим діапазоном населення розподілялося таким чином: 19,3% — особи молодші 20 років, 52,8% — особи у віці 20—64 років, 27,9% — особи у віці 65 років та старші. Було 281 помешкань (у середньому 2,3 особи в помешканні).
Із загальної кількості 282 працюючих 43 було зайнятих в первинному секторі, 119 — в обробній промисловості, 120 — в галузі послуг.